# جنيفر باسي
جينيفر باسي (بالإنجليزية: Jennifer Bassey)‏ ممثلة أمريكية ولدت في 22 يوليو 1942 في شيكاغو إلينوي .

## روابط خارجية
- Jennifer Bassey Official Website
- جنيفر باسي على موقع IMDb (الإنجليزية)
- جنيفر باسي على موقع ألو سيني (الفرنسية)
- جنيفر باسي على موقع أول موفي (الإنجليزية)
- جنيفر باسي على موقع قاعدة بيانات برودواي على الإنترنت (الإنجليزية)
- جنيفر باسي على موقع قاعدة بيانات الأفلام السويدية (السويدية)
- جنيفر باسي على موقع قاعدة بيانات الفيلم (الإنجليزية)
- جنيفر باسي على موقع كينوبويسك (الروسية)
- قالب:TV Guide
- Jennifer Bassey's Profile at soapcentral.com
- Jennifer Bassey at TV.com نسخة محفوظة 12 أبريل 2019 على موقع واي باك مشين.